# 21 Guns
"21 Guns" is een nummer van de Amerikaanse punkgroep Green Day, geproduceerd door Butch Vig. Het werd als de tweede single van het achtste studioalbum 21st Century Breakdown uitgebracht en staat tevens op de soundtrack van de Transformers-film: Transformers: Revenge of the Fallen. Deze werd op 23 juni 2009 uitgebracht.

## Achtergrondinformatie
21 Guns werd op 25 mei 2009 al naar enkele Amerikaanse rockstations verstuurd en had al eerder airplay gekregen op zenders zoals KROQ in LA. Volgens zanger Billie Joe Armstrong brengt het 21st Century Breakdown op veel manieren naar voren. Ook is "21 Guns" het eerbetoon, het saluut van 21 (kanon)schoten voor iemand die gesneuveld is, maar het nummer is het saluut op een rock-'n-rollmanier gebracht.
Op 13 september 2009 kreeg 21 Guns een MTV Video Music Award voor Best Rock Video  (Green Day), Best Direction (Marc Webb) en Best Cinematography (Jonathan Sela).

## Tracklist
1. "21 Guns" - 05:21
2. "Favorite Son" - 02:13
3. "She" (Live in Tokyo) - 02:14

## Hitnotering
| "21 Guns" in de Nederlandse Top 40 - binnen: 11-07-2009 | "21 Guns" in de Nederlandse Top 40 - binnen: 11-07-2009 | "21 Guns" in de Nederlandse Top 40 - binnen: 11-07-2009 | "21 Guns" in de Nederlandse Top 40 - binnen: 11-07-2009 | "21 Guns" in de Nederlandse Top 40 - binnen: 11-07-2009 | "21 Guns" in de Nederlandse Top 40 - binnen: 11-07-2009 | "21 Guns" in de Nederlandse Top 40 - binnen: 11-07-2009 | "21 Guns" in de Nederlandse Top 40 - binnen: 11-07-2009 | "21 Guns" in de Nederlandse Top 40 - binnen: 11-07-2009 | "21 Guns" in de Nederlandse Top 40 - binnen: 11-07-2009 |
| Week                                                    | 1                                                       | 2                                                       | 3                                                       | 4                                                       | 5                                                       | 6                                                       | 7                                                       | 8                                                       |                                                         |
| ------------------------------------------------------- | ------------------------------------------------------- | ------------------------------------------------------- | ------------------------------------------------------- | ------------------------------------------------------- | ------------------------------------------------------- | ------------------------------------------------------- | ------------------------------------------------------- | ------------------------------------------------------- | ------------------------------------------------------- |
| Nummer                                                  | 38                                                      | 29                                                      | 29                                                      | 24                                                      | 21                                                      | 26                                                      | 30                                                      | 33                                                      | uit                                                     |

### NPO Radio 2 Top 2000
| Nummer met noteringen in de NPO Radio 2 Top 2000 | '16 | '17 | '18 | '19  | '20  | '21  | '22  | '23  | '24  |
| ------------------------------------------------ | --- | --- | --- | ---- | ---- | ---- | ---- | ---- | ---- |
| 21 Guns                                          | 884 | 961 | 905 | 1131 | 1214 | 1164 | 1146 | 1232 | 1295 |

1. ↑  Een vetgedrukt getal geeft de hoogste notering aan.
2. ↑  2016 was het eerste jaar met een notering voor dit nummer.